# Malson a Elm Street
Malson a Elm Street (títol original en anglès: A Nightmare on Elm Street) és una pel·lícula de terror estatunidenca de 1984, dirigida per Wes Craven i protagonitzada per Heather Langenkamp, John Saxon i Johnny Depp, qui feia el seu primer paper cinematogràfic. Ha estat doblada al català.

## Argument
Es tracta de la primera aparició en cinema del mític psicòpata del cinema de terror adolescent dels anys 80, Freddy Krueger, interpretat per Robert Englund, qui donà vida al personatge en unes altres set seqüeles més i una telesèrie. La pel·lícula fou un èxit de crítica, revitalitzant el gènere "slasher", ja molt erosionat en l'època, i un dels sleeper hits del 1984, recaptant gairebé vint-i-sis milions de dòlars en taquilla amb una despesa de producció inferior a dos milions, salvant la New Line Cinema de la fallida. La seva enorme rendibilitat es traduí en una llarga franquícia de seqüeles igualment taquilleres, les quals feren de Freddy Krueger un símbol de la dècada. A diferència de les subsegüents entregues, que van potenciar l'humor negre del personatge convertint-lo en un pallasso de circ, en aquesta Krueger combina a la perfecció l'humor negre sense perdre la serietat d'un assassí implacable i molt perillós, que gaudeix fent patir les seves víctimes. Ell dotà la pel·lícula d'una sensació d'angoixa molt notable. El 2010 fou estrenat l'esperat remake amb notable èxit de taquilla, tot i que segons el parer d'alguns crítics especialitzats li manca la frescor i profunditat de la pel·lícula de Craven.

## Repartiment
- Heather Langenkamp: Nancy Thompson
- Robert Englund: Freddy Krueger
- John Saxon: Tinent Don Thompson
- Johnny Depp: Glen Lantz
- Ronee Blakley: Marge Thompson
- Amanda Wyss: Tina Gray
- Nick Corri: Rod Lane
- Joe Unger: Sergent Garcia
- Charles Fleischer: Dr. King

## Premis i nominacions
Premis
- Critics Award per Wes Craven (1985)
- Menció Especial per la seva actuació a Heather Langenkamp (1985)

Nominacions
- Premi Saturn a la millor pel·lícula de terror (1985)
- Premi Saturn a la millor actuació d'un jove actor per Jsu García (1985)
- Premi Saturn al millor DVD clàssic d'un film (2007)

## Curiositats
- Per a la seqüència del guèiser de sang, els tècnics empraren la mateixa cambra utilitzada per a la mort de Tina (Amanda Wyss). El set el decoraren de forma que estigués de l'inrevés.
- El vertader carrer Elm Street es troba a Potsdam (Nova York), Wes Craven va conèixer-la, ja que estudià a la Universitat estatal de Nova York, a Potsdam.
- Johnny Depp debutà en el cinema amb aquesta pel·lícula.
- New Line Cinema estava gairebé en fallida, però l'èxit d'aquesta pel·lícula va salvar-la'n (recaptà vint-i-sis milions de dòlars als Estats Units amb un pressupost d'1,8 milions de dòlars). A més, fou la primera pel·lícula que van distribuir, i guanyà el premi de la crítica al Festival de Cinema Fantàstic d'Avoriaz el 1985.[3]
- Sean S. Cunningham, el director de Divendres 13, en dirigí una escena sense diàlegs.
- En un principi Wes Craven tenia pensat no fer-ne cap continuació, però fou Robert Shaye (productor de tota la saga) qui decidí fer-ne més seqüeles.
- El pressupost per als efectes especials fou de només 50.000 dòlars.
- A totes les ciutats grans d'Amèrica del Nord existeix un carrer Elm Street, en general aquests carrers es troben en barris residencials de classe mitjana.
- A la pel·lícula Evil Dead 2 es troba el guant de Freddy.
- En una de les escenes, on Nancy surt de la seva cambra, pot veure-s'hi penjat de la paret un pòster del grup de rock The Police.
- El president John Fitzgerald Kennedy fou assassinat quan la limusina que el transportava passava pel carrer Elm Street de Dallas.

## Pel·lícules de la saga
- Malson a Elm Street, de 1984
- A Nightmare on Elm Street 2: Freddy's Revenge, de 1985
- Malson a Elm Street 3, de 1987
- Malson a Elm Street 4, de 1988
- Malson a Elm Street 5: El nen somiador, de 1989
- Freddy's Dead: The Final Nightmare, de 1991
- El nou malson, de 1994
- Freddy vs. Jason, de 2003
- Malson a Elm Street. L'origen, de 2010